# أبي نو سيمي
أبي نو سيمي (باليابانية: 安倍 晴明 أبه نو سيميه) عاش في الفترة بين (12 فبراير 921، 31 أكتوبر 1005) كان أونميوجي (عراف) متخصص في أونميودو في فترة هييآن في اليابان. وبالإضافة لدوه في تاريخ اليابان فهو أيضا يعتبر شخصية في الفلكلور الياباني وجسدت شخصيته في العديد من الأعمال الأدبية والسينمائية، كما يحمل ضريح سيمي في كيوتو اسمه.

## حياته والأساطير
على الرغم من أن حياة سيمي موثقة بشكل جيد، إلا أن هناك الكثير من الأساطير حوله كتب معظمها في كونجاكو مونوغاتاري. ينحدر أبي من نسل الشاعر أبي نو ناكامورا، وقد تتلمذ على يد كامو نو تادايوكي وكامو نو ياسونوري، وأصبح في ما بعد خليفة كامو نو ياسونوري في علم العرافة والتنجيم. كان من مهام أبي نو سيمي تحليل الأحداث الغريبة، طرد الأرواح الشريرة، وإيجاد الأشياء المفقودة. ذاعت شهرة أبي نو سيمي ليصبح وزير أونميودو في أواخر القرن العاشر.
وفقا للأساطير يعتقد بأن أبي نو سيمي هو ليس إنسان بالكامل، حيث أن أبوه هو الشاعر أبي نو ياسونا، وأمه كوزونوها هي عبارة عن كيتسونه، ومع بلوغه عمر الخامسة كان قادرا على التحكم بأوني لينفذ أوامره. وقامت أمه بأخذ أبي نو سيمي إلى كامو نو تادايوكي ليعلمه كيفة العيش كإنسان وليس أن يصبح شريرا.
ينسب إليه أنه عالج الإمبراطور توبا من مرض عضال بأن اكتشف أن عشيقة الإمبراطور، واسمها تمانو نوماي وهي التي سحرته.